# Botanische Zeitung
La Botanische Zeitung (Berlin), (abréviée en Bot. Zeitung (Berlin)), est une revue scientifique illustrée éditée en Allemagne  qui était spécialisée dans la publication de descriptions botaniques des quatre coins du monde. Elle a fait paraître 50 numéros entre 1843 et 1892. Elle a été remplacée par la Botanische Zeitung. 2. Abteilung. Certains numéros parus plus tard à Leipzig sont parfois référencés comme Botanische Zeitung (Leipzig).